# Euphorbia pyrenaica
Euphorbia pyrenaica är en törelväxtart som beskrevs av Claude Thomas Alexis Jordan. Euphorbia pyrenaica ingår i släktet törlar, och familjen törelväxter. Inga underarter finns listade i Catalogue of Life.